# Atolla reynoldsi
Atolla reynoldsi — вид сцифоїдних медуз родини Atollidae. Описаний у 2022 році.

## Назва
Вид названо на честь Джеффа Рейнольдса, волонтера океанаріуму Монтерей-Бей, який охороняв викинутого на берег кита на пляжі Дель-Монте протягом ночі, щоб акваріум міг дістати його та підготувати до майбутньої виставки.

## Поширення
Вид виявлений у затоці Монтерей на сході Тихого океану біля узбережжя Каліфорнії. Трапляється на глибинах від 1013 до 3189 метрів.

## Опис
Медуза діаметром до 13 см. Має червоний борознистий купол, краї якого нагадують корону. Кількість щупалець варіює від однієї особини до іншої в діапазоні від 26 до 39. На відміну від інших представників Atolla, цей вид не має видовженого щупальця для полювання, і не виключено, що насправді він належить до окремого, ще не описаного роду.